# Thomas Schildknecht
| 3328 Interposita | 21 agosto 1985    |
| 3330 Gantrisch   | 12 settembre 1985 |
| 3366 Gödel       | 22 settembre 1985 |

Thomas Schildknecht (...) è un astronomo svizzero.
Il Minor Planet Center gli accredita la scoperta di tre asteroidi, effettuate tutte nel 1985.